# Ainij (Tadschikistan)
Ainij (tadschikisch Айнӣ Ainij, englisch Ayni) ist eine Siedlung und der Hauptort des gleichnamigen Subdistrikts (dschamoat) innerhalb des gleichnamigen Distrikts (nohija) in der Provinz (wilojat) Sughd im Norden Tadschikistans. Der von 1930 bis 1955 Sachmatobod genannte Ort im Tal des Serafschan erhielt seinen heutigen Namen zu Ehren des tadschikischen Nationaldichters Sadriddin Ainij.

## Lage

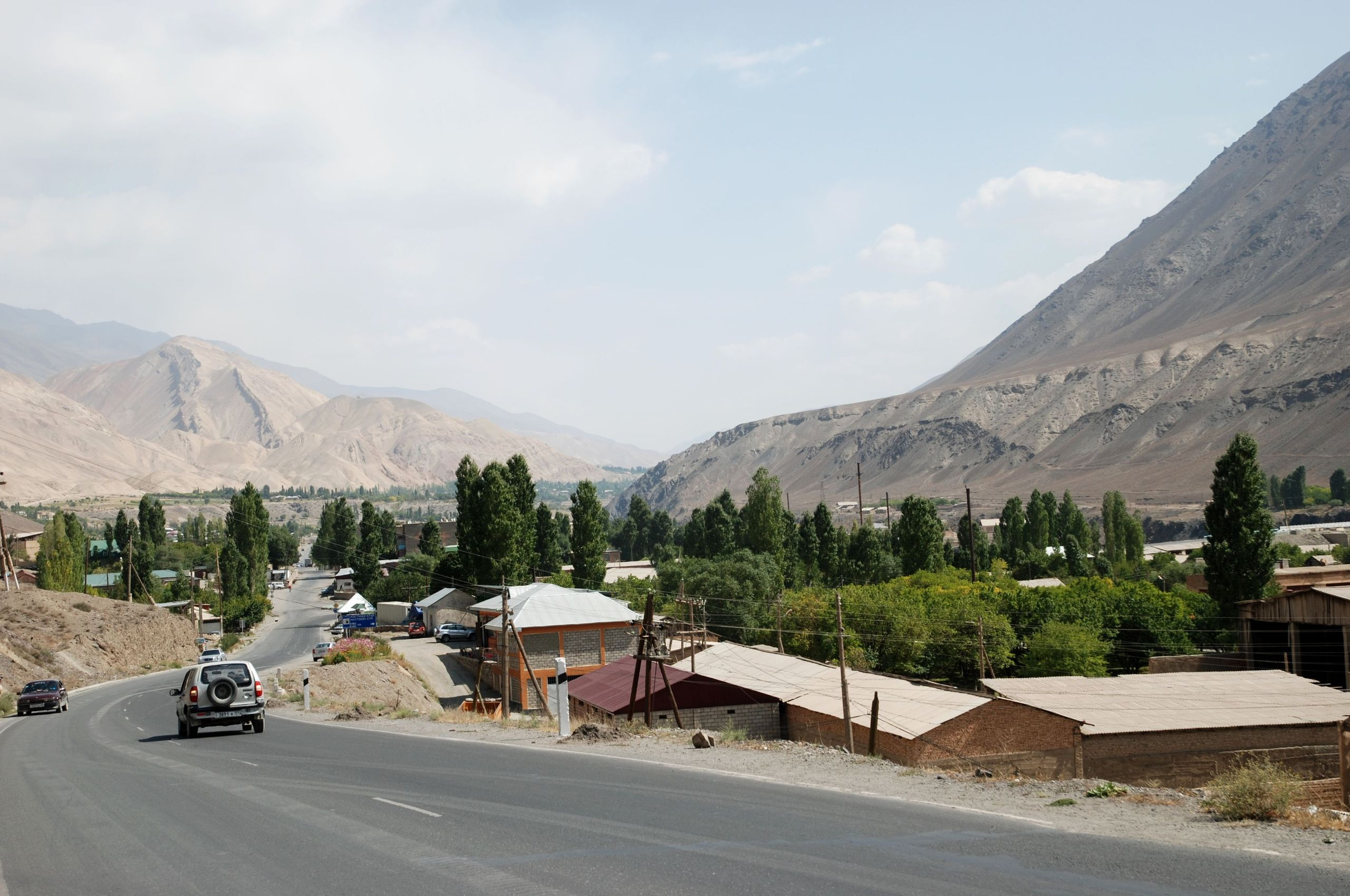
Serafschantal von Ainij nach Osten

Ainij liegt auf einer Höhe von 1433 Metern in einer Serafschan genannten Bergregion nördlich der Landeshauptstadt Duschanbe. Die meisten Berggipfel liegen über 3500 Meter hoch und erreichen in der Serafschankette die maximale Höhe von 5489 Metern. Die Bergregion ist durch lange ost-westlich verlaufende Flusstäler und diese verbindende, kleinere Quertäler und Pässe gegliedert. Das Serafschantal wird im Norden durch die Turkestankette und im Süden durch die parallel verlaufende Serafschankette begrenzt. Der Ort Ainij liegt an der Einmündung des von Süden kommenden Fandarja in den Serafschan. Der Fandarja wird hauptsächlich vom Jaghnob gespeist, dessen Schlucht das nächste Paralleltal südlich der Serafschankette bildet.
Die Entfernung von Duschanbe nach Ainij beträgt rund 140 Kilometer auf der Schnellstraße M34, die von Duschanbe zunächst knapp die Hälfte der Strecke durch das Tal des Warsob und danach durch den Ansob-Tunnel bis ins Jaghnobtal führt und schließlich am Fandarja entlang verläuft. Die M34 ist die einzige Straßenverbindung innerhalb des Landes ins nördlich gelegene Ferghanatal. Von Ainij führt die M34 über die Turkestankette und durch den Schahriston-Tunnel zum ersten größeren Ort Schahriston im Ferghanatal und weiter zur 180 Kilometer entfernten Provinzhauptstadt Chudschand. Ainij bildet einen wichtigen Verkehrsknoten, weil hier die A377 nach Westen am Serafschan flussabwärts zur Stadt Pandschakent abzweigt. Pandschakent ist nur über diese rund 90 Kilometer lange, streckenweise nicht asphaltierte Straße, die von einer chinesischen Firma ausgebaut wird (Stand 2014), erreichbar. Die gesamte Entfernung von Ainij über Pandschakent nach Samarqand beträgt 165 Kilometer, die Grenze zu Usbekistan ist jedoch geschlossen. Eine von Ainij nach Osten führende Nebenstraße erschließt das obere Serafschantal, das ansonsten keinen befahrbaren Zugang hat. Der fünf Kilometer lange Ansob-Tunnel befindet sich in einem äußerst schlechten Zustand; vor seiner Eröffnung 2006 war die nicht asphaltierte Straßenverbindung über den 3372 Meter Ansob-Pass in den Wintermonaten zwischen Oktober und Mai geschlossen und damit waren Ainij und das Serafschantal von der Außenwelt weitgehend abgeschnitten.
Der durchschnittliche Jahresniederschlag beträgt 805 Millimeter. Die meisten Niederschläge fallen im Winter und Frühjahr mit dem Schwerpunkt im März und April. Die Durchschnittstemperaturen schwanken zwischen −7 °C im Januar und 18,2 °C im Juli.

## Distrikt

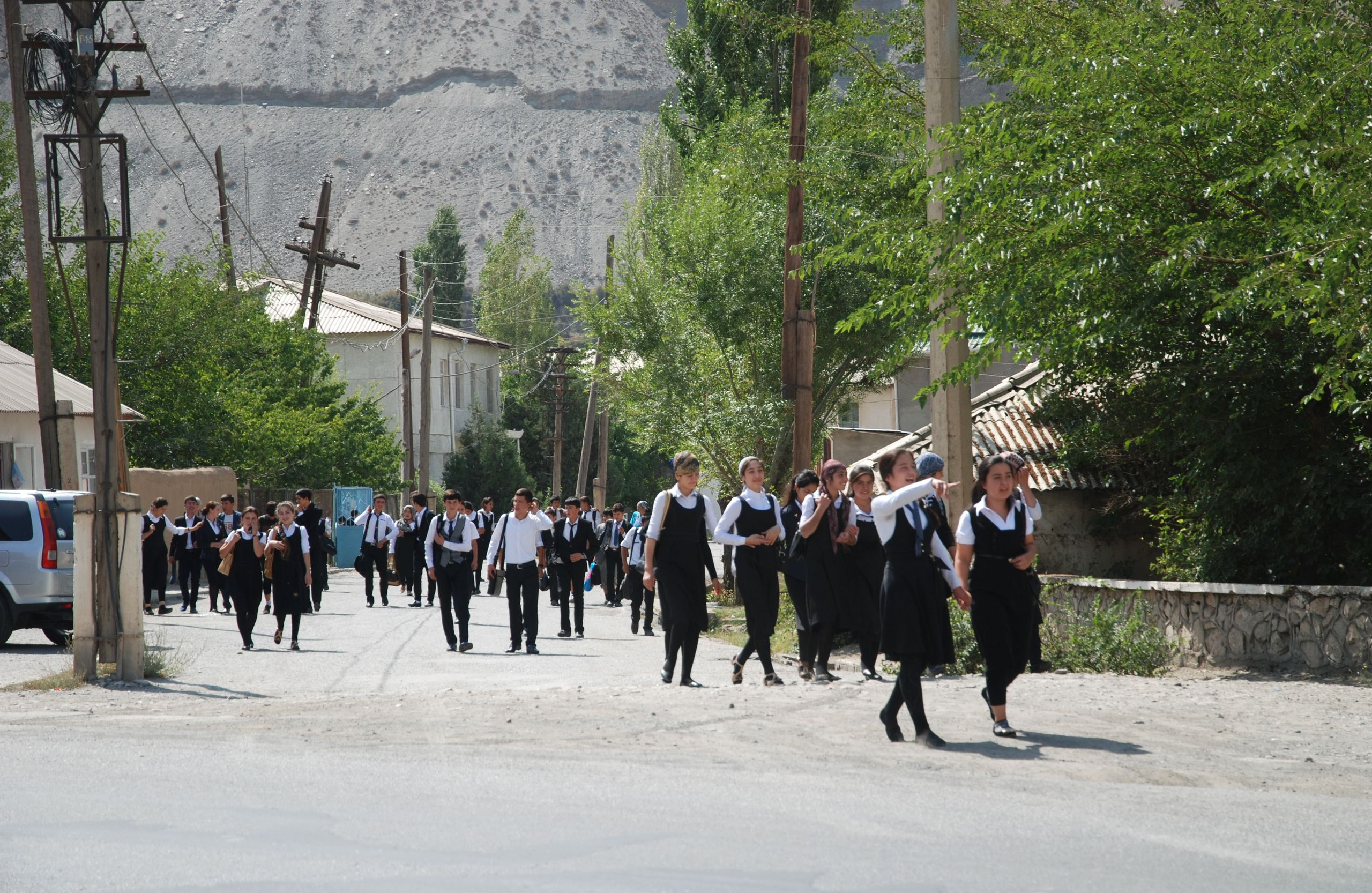
Ortsmitte. In Tadschikistan wird Schuluniform getragen.

Der Distrikt (nohija) umfasst 5200 Quadratkilometer. Er hieß zwischen 1930 und 1955 Sachmatobod (Zahmatobod). 1963 wurde er dem westlichen Distrikt Pandschakent zugeschlagen und 1965 wieder von diesem abgelöst. Zum Distrikt gehören außer Ainij die Dörfer Urmetan, Sarobod und Dardar im Westen, Rars, Weschob und Schamtuch im Osten, sowie Ansob und Serafschan am Jaghnob im Süden. Im Distrikt liegt die größte Steinkohlemine des Landes, Fan-Jaghnob, deren Reserven auf 800 Millionen Tonnen geschätzt werden und die von einer staatlichen Gesellschaft ausgebeutet wird.
Die rund 72.000 Bewohner (2006) des Distrikts Ainij betreiben überwiegend Ackerbau und Viehzucht. Neben dem für den Verkauf bestimmten Tabak bauen sie zur Selbstversorgung Weizen, Kartoffeln, Gemüse und Obst an. Getrocknete Aprikosen werden vermarktet und für den Winter bevorratet. Die Fläche der bewässerten Felder betrug pro Einwohner 2005 nur die Hälfte des landesweiten Durchschnitts. Für 2006 werden 27 kollektive und 70 von einer Familie betriebene Dehkan-Farmen gezählt. Dehkan-Farm (chodschagihoi dehqoni, von dehqon, „Bauer“) heißen seit der sowjetischen Landreform 1996 privatisierte landwirtschaftliche Betriebe, die bis heute unter einer gewissen staatlichen Bevormundung stehen. So legt der Staat im Distrikt Ainij fest, dass auf 30 Prozent der Flächen Tabak angebaut werden muss. In der Praxis funktionieren die kollektiven Dehkan-Farmen wie die vor der Unabhängigkeit 1991 existierenden sozialistischen Kolchosen, indem sie die Basisorganisation eines Dorfes darstellen. Ihr Leiter treibt die Steuern ein, die 30 Prozent vom erzielten Marktpreis der Ernte betragen.
Nach Untersuchungen von 2008 verfügen 17,4 Prozent der Familien über kein eigenes Land, 32,5 Prozent besitzen weniger als 0,1 Hektar, 27 Prozent 0,1–0,2 Hektar, 9,4 Prozent 0,2–0,5 Hektar, 2,2 Prozent 0,5–1 Hektar, 3,2 Prozent 1–2 Hektar, 1,6 Prozent 2–5 Hektar und 5,4 Prozent über 5 Hektar. Das heißt, 86,3 Prozent der Familien (die bis 0,5 Hektar Land besitzen) sind arm, 5,4 Prozent verfügen über ein mittleres Einkommen und 1,6 Prozent bilden die reiche Oberschicht, zu der Mitglieder der Distriktsverwaltung und in manchen Dörfern der führende Mullah gehören. Das aus der Landwirtschaft erzielte Einkommen reicht in vielen Fällen nicht zur Ernährung der Familien. Schätzungen von 2003 und 2004 gehen von 30 Prozent aller Familien im Ainij-Distrikt aus, die direkt von den Überweisungen eines in Russland arbeitenden Familienangehörigen abhängen. Deren Geldtransfers sind in der Summe 13 Mal höher als die Wirtschaftsleistung im Distrikt. Entwicklungsprogramme versuchen, die Produktivität in der Landwirtschaft zu erhöhen.
Von 2500 Hektar Ackerfläche werden nach Angaben von 2006 rund 960 Hektar durch Pumpen aus dem über weite Strecken tief in seinem Bett eingegrabenen Serafschan bewässert. Das Wasser wird von neun Pumpstationen gefördert und über ein 70 Kilometer langes Kanalsystem verteilt. Der Pumpenbetrieb wird von der Wasserverwaltung des Distrikts mit Sitz in Ainij zentral organisiert. Viele Dörfer leiten Wasser unter eigener Regie direkt aus kleinen Bergbächen oder Quellen auf die Felder.

## Ort

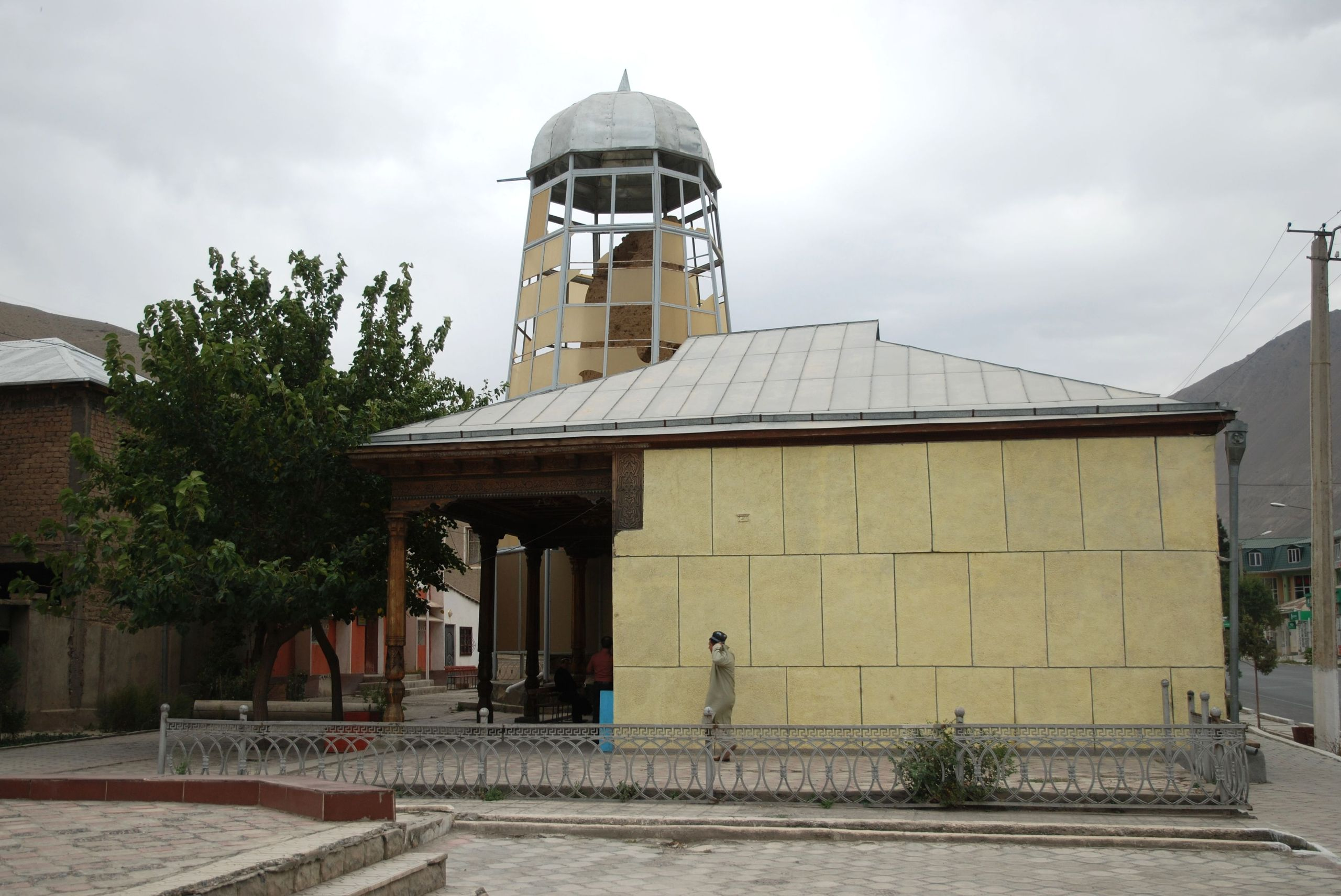
Moschee und Minarett dahinter von Norden

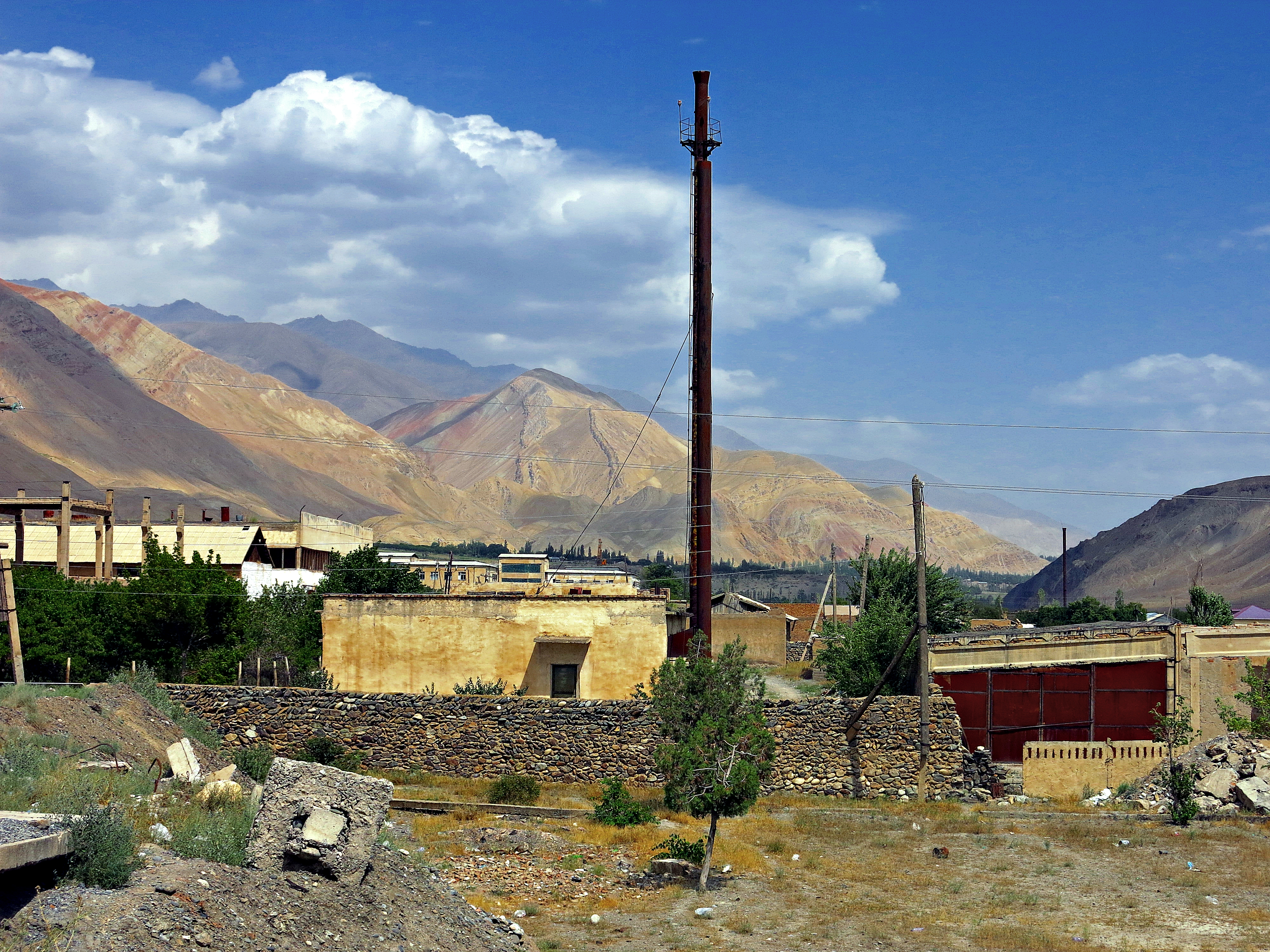
Einfaches Wohngebiet und Fabrikruinen im östlichen Nachbarort Sangistan

Die aus Duschanbe kommende Schnellstraße überquert den Serafschan einige 100 Meter oberhalb der Einmündung des Fandarja. Der Ort nördlich der Brücke, Sangistan, besteht aus einigen Wohnblocks und zerfallenen Industriebauten, die sich entlang der nach Osten im Tal abgehenden Straße reihen. Von der Einmündung dieser Straße sind es etwa 1,5 Kilometer nach Westen bis zur etwas höher gelegenen, kompakten Siedlung Ainij am nördlichen (rechten) Ufer des Serafschan. Die Wohnhäuser reichen bis an die steil zum Fluss abfallende Böschung. Die M34 führt durch den Ort und an dessen Nordende erneut über eine Brücke an das linke Flussufer. Die Abzweigung nach Pandschikent befindet sich gut zwei Kilometer nordwestlich der Brücke und einen Kilometer vor dem Dorf Chuschikat, wo die M34 erneut auf die nördliche Flussseite wechselt und der Anstieg zum Schahriston-Tunnel beginnt. Vor Chuschikat verläuft parallel zur Straße die Landebahn eines Flughafens, der nicht regelmäßig angeflogen wird. Er ist nicht mit dem Militärflughafen Ainij bei Hissor, zehn Kilometer westlich von Duschanbe zu verwechseln.
Ainij hat ungefähr 2000 Einwohner mit steigender Tendenz. Die Ortsmitte erstreckt sich etwa einen halben Kilometer entlang der Durchgangsstraße und einer Parallelstraße im Westen. Es gibt einige Lebensmittelgeschäfte, private Gästehäuser und einfache Restaurants sowie eine Schule und ein Postamt. Das bedeutendste Bauwerk ist die an der Durchgangsstraße gelegene Moschee, deren Minarett aus dem 9. bis 11. Jahrhundert stammt. Die Moschee besteht aus einem annähernd quadratischen Raum, dessen flache Balkendecke von einer zentralen Holzsäule getragen wird. An zwei Seiten wird der Raum um einen säulengestützten Vorplatz erweitert, den Gläubige zu Gebetszeiten mit Teppichen auslegen. Im Gebäude aus dem 20. Jahrhundert sind Holzarbeiten aus dem 10. Jahrhundert verbaut. Vom 13 Meter hohen Minarett aus Lehmziegeln blieb der untere Teil erhalten, der zum Schutz vor der Witterung in ein mit Kunststoffplatten verkleidetes Blechgerippe gehüllt ist. Neben der Moschee steht ein Denkmal des Dichters und Gelehrten Sadriddin Ainij (1878–1954), der dem Ort seinen Namen gab.
Ainij ist außer als Rastplatz an der Schnellstraße auch als Ort bekannt, an dem mehrere Entwicklungshilfeorganisationen stationiert sind. Zu ihnen gehört die Deutsche Welthungerhilfe (German Agro Action), die neben ihrem Büro ein Gästehaus unterhält.